# Cathydata
Cathydata là một chi bướm đêm thuộc họ Geometridae.

## Các loài
- Cathydata batina
- Cathydata schadei